# سمبات مارگاریان
سمبات مارگاریان (ارمنی: Սմբատ Մարգարյան؛ زاده ۱۷ مارس ۱۹۹۳ در ایروان) یک وزنه‌بردار اهل ارمنستان است که در وزن ۵۶ کیلوگرم مردان در بازی‌های المپیک تابستانی جوانان ۲۰۱۰ به رقابت پرداخت و موفق به کسب مدال برنز شد
مارگاریان در مسابقات کشوری و بین‌المللی در مجموع برندهٔ ۴ مدال طلا، ۶ مدال نقره و ۴ مدال برنز شده‌است.

## نتایج مهم
| سال                                         | مکان                            | وزن                             | یک ضرب (ک‌گ)                     | یک ضرب (ک‌گ)                     | یک ضرب (ک‌گ)                     | یک ضرب (ک‌گ)                     | یک ضرب (ک‌گ)                     | دوضرب (ک‌گ)                      | دوضرب (ک‌گ)                      | دوضرب (ک‌گ)                      | دوضرب (ک‌گ)                      | دوضرب (ک‌گ)                      | مجموع                           | رتبه                            |
| سال                                         | مکان                            | وزن                             | ۱                               | ۲                               | ۳                               | نتیجه                           | رتبه                            | ۱                               | ۲                               | ۳                               | نتیجه                           | رتبه                            | مجموع                           | رتبه                            |
| مسابقات قهرمانی وزنه‌برداری جهان             | مسابقات قهرمانی وزنه‌برداری جهان | مسابقات قهرمانی وزنه‌برداری جهان | مسابقات قهرمانی وزنه‌برداری جهان | مسابقات قهرمانی وزنه‌برداری جهان | مسابقات قهرمانی وزنه‌برداری جهان | مسابقات قهرمانی وزنه‌برداری جهان | مسابقات قهرمانی وزنه‌برداری جهان | مسابقات قهرمانی وزنه‌برداری جهان | مسابقات قهرمانی وزنه‌برداری جهان | مسابقات قهرمانی وزنه‌برداری جهان | مسابقات قهرمانی وزنه‌برداری جهان | مسابقات قهرمانی وزنه‌برداری جهان | مسابقات قهرمانی وزنه‌برداری جهان | مسابقات قهرمانی وزنه‌برداری جهان |
| ------------------------------------------- | ------------------------------- | ------------------------------- | ------------------------------- | ------------------------------- | ------------------------------- | ------------------------------- | ------------------------------- | ------------------------------- | ------------------------------- | ------------------------------- | ------------------------------- | ------------------------------- | ------------------------------- | ------------------------------- |
| ۲۰۱۴                                        | آلماتی، قزاقستان                | ۵۶ ک‌گ                           | ۱۰۷                             | ۱۰۷                             | ۱۱۱                             | ۱۰۷                             | ۲۴                              | ۱۴۳                             | ۱۴۷                             | ۱۴۷                             | ۱۴۳                             | ۱۴                              | ۲۵۰                             | ۱۸                              |
| ۲۰۱۳                                        | وروتسواف، لهستان                | ۵۶ ک‌گ                           | ۱۰۰                             | ۱۰۴                             | ۱۰۷                             | ۱۰۷                             | ۱۰                              | ۱۳۲                             | ۱۴۰                             | ۱۴۰                             | ۱۳۲                             | ۱۳                              | ۲۳۹                             | ۱۱                              |
| مسابقات قهرمانی وزنه‌برداری اروپا            |                                 |                                 |                                 |                                 |                                 |                                 |                                 |                                 |                                 |                                 |                                 |                                 |                                 |                                 |
| ۲۰۱۵                                        | تفلیس، گرجستان                  | ۵۶ ک‌گ                           |                                 |                                 |                                 | ۱۱۳                             | -                               |                                 |                                 |                                 | ۱۴۶                             | -                               | ۲۵۹                             | 2                               |
| ۲۰۱۴                                        | تل‌آویو، اسرائیل                 | ۵۶ ک‌گ                           | ۱۰۳                             | ۱۰۵                             | ۱۰۹                             | ۱۰۹                             | -                               | ۱۴۰                             | ۱۴۵                             | ۱۴۷                             | ۱۴۷                             | ۱                               | ۲۵۶                             | 3                               |
| ۲۰۱۱                                        | کازان، روسیه                    | ۵۶ ک‌گ                           | ۱۰۵                             | ۱۱۰                             | ۱۱۰                             | ۱۰۵                             | ۱۰                              | ۱۴۰                             | ۱۵۱                             | ۱۵۱                             | ۱۴۰                             | ۳                               | ۲۴۵                             | 9                               |
| ۲۰۱۰                                        | مینسک، بلاروس                   | ۵۶ ک‌گ                           | ۱۰۲                             | ۱۰۷                             | ۱۰۹                             | ۱۰۹                             | ۸                               | ۱۴۰                             | ۱۴۶                             | ۱۵۰                             | ۱۴۶                             | ۱                               | ۲۵۵                             | 2                               |
| یونیورسیاد تابستانی                         |                                 |                                 |                                 |                                 |                                 |                                 |                                 |                                 |                                 |                                 |                                 |                                 |                                 |                                 |
| ۲۰۱۳                                        | کازان، روسیه                    | ک‌گ                              | ۱۰۰                             | ۱۰۵                             | ۱۰۵                             | ۱۰۰                             | ۹                               | ۱۳۵                             | ۱۳۵                             | ۱۳۵                             | ۱۳۵                             | ۵                               | ۲۳۵                             | ۸                               |
| مسابقات قهرمانی وزنه‌برداری زیر ۲۳ سال اروپا |                                 |                                 |                                 |                                 |                                 |                                 |                                 |                                 |                                 |                                 |                                 |                                 |                                 |                                 |
| ۲۰۱۳                                        | ریتی، ایتالیا                   | ۵۶ ک‌گ                           |                                 |                                 |                                 | ۱۰۴                             | -                               |                                 |                                 |                                 | ۱۳۷                             | -                               | ۲۴۱                             | 3                               |
| ۲۰۱۶َU-23                                    | ایلات، اسرائیل                  | ک‌گ                              | ۹۶                              | ۱۰۱                             | ۱۰۱                             | ۹۶                              | ۸                               | ۱۳۰                             | ۱۳۷                             | ۱۳۷                             | ۱۳۰                             | ۳                               | ۲۲۶                             | ۶                               |
| ۲۰۱۵ U-23                                   | کلایپدا، لیتوانی                | ک‌گ                              | ۱۰۲                             | ۱۰۲                             | ۱۰۲                             | ۱۰۲                             | ۵                               | ۱۲۹                             | ۱۳۴                             | ۱۳۹                             | ۱۳۹                             | ۱                               | ۲۴۱                             | 2                               |
| ۲۰۱۴ U-23                                   | لیماسول، قبرس                   | ۵۶ ک‌گ                           | ۱۰۳                             | ۱۰۷                             | ۱۱۰                             | ۱۰۷                             | ۴                               | ۱۳۱                             | ۱۴۵                             | ۱۴۹                             | ۱۴۵                             | ۱                               | ۲۵۲                             | [ ۴ ]                           |
| ۲۰۰۹ U-23                                   | ووادیسواوووو، لهستان            | ۵۶ ک‌گ                           | ۹۷                              | ۱۰۱                             | ۱۰۳                             | ۱۰۱                             | ۵                               | ۱۳۱                             | ۱۳۷                             | ۱۴۳                             | ۱۳۷                             | ۱                               | ۲۳۸                             | 1                               |
| بازی‌های المپیک جوانان                       |                                 |                                 |                                 |                                 |                                 |                                 |                                 |                                 |                                 |                                 |                                 |                                 |                                 |                                 |
| ۲۰۱۰                                        | سنگاپور، سنگاپور                | ۵۶ ک‌گ                           |                                 |                                 |                                 | ۱۰۸                             | -                               |                                 |                                 |                                 | ۱۳۵                             | -                               | ۲۴۳                             | 3                               |
| مسابقات قهرمانی وزنه‌برداری جوانان اروپا     |                                 |                                 |                                 |                                 |                                 |                                 |                                 |                                 |                                 |                                 |                                 |                                 |                                 |                                 |
| ۲۰۱۳ J                                      | تالین، استونی                   | ۵۶ ک‌گ                           | ۱۰۰                             | ۱۰۴                             | ۱۰۴                             | ۱۰۴                             | ۵                               | ۱۳۱                             | ۱۳۷                             | ۱۴۵                             | ۱۳۷                             | ۱                               | ۲۴۱                             | 3                               |
| ۲۰۱۱ J                                      | بخارست، رومانی                  | ۵۶ ک‌گ                           | ۹۵                              | ۱۰۰                             | ۱۰۰                             | ۱۰۰                             | ۷                               | ۱۳۱                             | ۱۳۸                             | ۱۳۸                             | ۱۳۱                             | ۵                               | ۲۳۱                             | ۶                               |
| ۲۰۱۰ J                                      | لیماسول، قبرس                   | ۵۶ ک‌گ                           | ۱۰۱                             | ۱۰۶                             | ۱۰۶                             | ۱۰۱                             | ۶                               | ۱۳۹                             | ۱۳۹                             | ۱۳۹                             | '                               | -                               | '                               |                                 |
| ۲۰۱۰ J                                      | والنسیا، اسپانیا                | ک‌گ                              | ۱۰۰                             | ۱۰۵                             | انصراف                          | ۱۰۵                             | ۱                               | ۱۳۵                             | ۱۴۹                             | ۱۴۹                             | ۱۳۵                             | ۱                               | ۲۴۰                             | 1                               |
| ۲۰۰۹ J                                      | ایلات، اسرائیل                  | ۵۶ ک‌گ                           | ۱۰۰                             | ۱۰۵                             | ۱۰۵                             | ۱۰۰                             | ۴                               | ۱۳۵                             | ۱۴۳                             | ۱۴۳                             | ۱۳۵                             | ۱                               | ۲۳۵                             | 1                               |
| ۲۰۰۹ J                                      | لاندسکرونا، سوئد                | ۵۶ ک‌گ                           | ۹۵                              | ۱۰۰                             | ۱۰۴                             | ۱۰۴                             | ۳                               | ۱۳۱                             | ۱۳۳                             | ۱۴۳                             | ۱۳۳                             | ۱                               | ۲۳۷                             | 1                               |
| ۲۰۰۸ J                                      | Ameins، فرانسه                  | ک‌گ                              |                                 |                                 |                                 | ۸۸                              | ۲                               |                                 |                                 |                                 | ۱۱۳                             | ۲                               | ۲۰۱                             | 2                               |
| مسابقات جهانی دانشجویان                     |                                 |                                 |                                 |                                 |                                 |                                 |                                 |                                 |                                 |                                 |                                 |                                 |                                 |                                 |
| ۲۰۱۲                                        | شنژن، چین                       | ۵۶ ک‌گ                           |                                 |                                 |                                 | ۱۰۰                             | -                               |                                 |                                 |                                 | ۱۳۱                             | -                               | ۲۳۱                             | 2                               |
| مسابقات قهرمانی وزنه‌برداری نوجوانان جهان    |                                 |                                 |                                 |                                 |                                 |                                 |                                 |                                 |                                 |                                 |                                 |                                 |                                 |                                 |
| ۲۰۰۹                                        | چیانگ مای، تایلند               | ۵۶ ک‌گ                           | ۱۰۰                             | ۱۰۵                             | ۱۰۵                             | ۱۰۰                             | ۵                               | ۱۳۳                             | ۱۳۸                             | ۱۴۲                             | ۱۳۸                             | ۲                               | ۲۳۸                             | 2                               |